# 自描述
在计算机编程中，自描述是指源代码和用户界面符合一般的命名習慣和结构化编程習慣，這樣普通用戶能够在無需專業知識的情况下就能理解並讀懂源代碼和使用系统和軟件。